# Upeneichthys stotti
Upeneichthys stotti är en fiskart som beskrevs av Hutchins, 1990. Upeneichthys stotti ingår i släktet Upeneichthys och familjen mullefiskar. Inga underarter finns listade i Catalogue of Life.